# Liste der Biografien/Seil
Liste der Biografien |
Portal Biografien |
Personensuche
# |
A |
B |
C |
D |
E |
F |
G |
H |
I |
J |
K |
L |
M |
N |
O |
P |
Q |
R |
S |
T |
U |
V |
W |
X |
Y |
Z |
?
 
Sa |
Sb |
Sc |
Sd |
Se |
Sf |
Sg |
Sh |
Si |
Sj |
Sk |
Sl |
Sm |
Sn |
So |
Sp |
Sq |
Sr |
Ss |
St |
Su |
Sv |
Sw |
Sy |
Sz
 
Sea |
Seb |
Sec |
Sed |
See |
Sef |
Seg |
Seh |
Sei |
Sej |
Sek |
Sel |
Sem |
Sen |
Seo |
Sep |
Seq |
Ser |
Ses |
Set |
Seu |
Sev |
Sew |
Sex |
Sey |
Sez
 
Seib |
Seic |
Seid |
Seie |
Seif |
Seig |
Seij |
Seik |
Seil |
Seim |
Sein |
Seip |
Seir |
Seis |
Seit |
Seiu |
Seiv |
Seiw |
Seix |
Seiz
Die Liste der Biografien führt alle Personen auf, die in der deutschsprachigen Wikipedia einen Artikel haben. Dieses ist eine Teilliste mit 134 Einträgen von Personen, deren Namen mit den Buchstaben „Seil“ beginnt.

## Seil

### Seila
- Seilacher, Adolf (1925–2014), deutscher Paläontologe
- Seilacher, Carl (1882–1958), deutscher evangelischer Pfarrer, Schriftsteller und Archivar
- Seiland, Alfred (* 1952), österreichischer Fotograf und Hochschullehrer

### Seile
- Seiler Graf, Priska (* 1968), Schweizer Politikerin (SP)Priska Seiler Graf (* 1968)

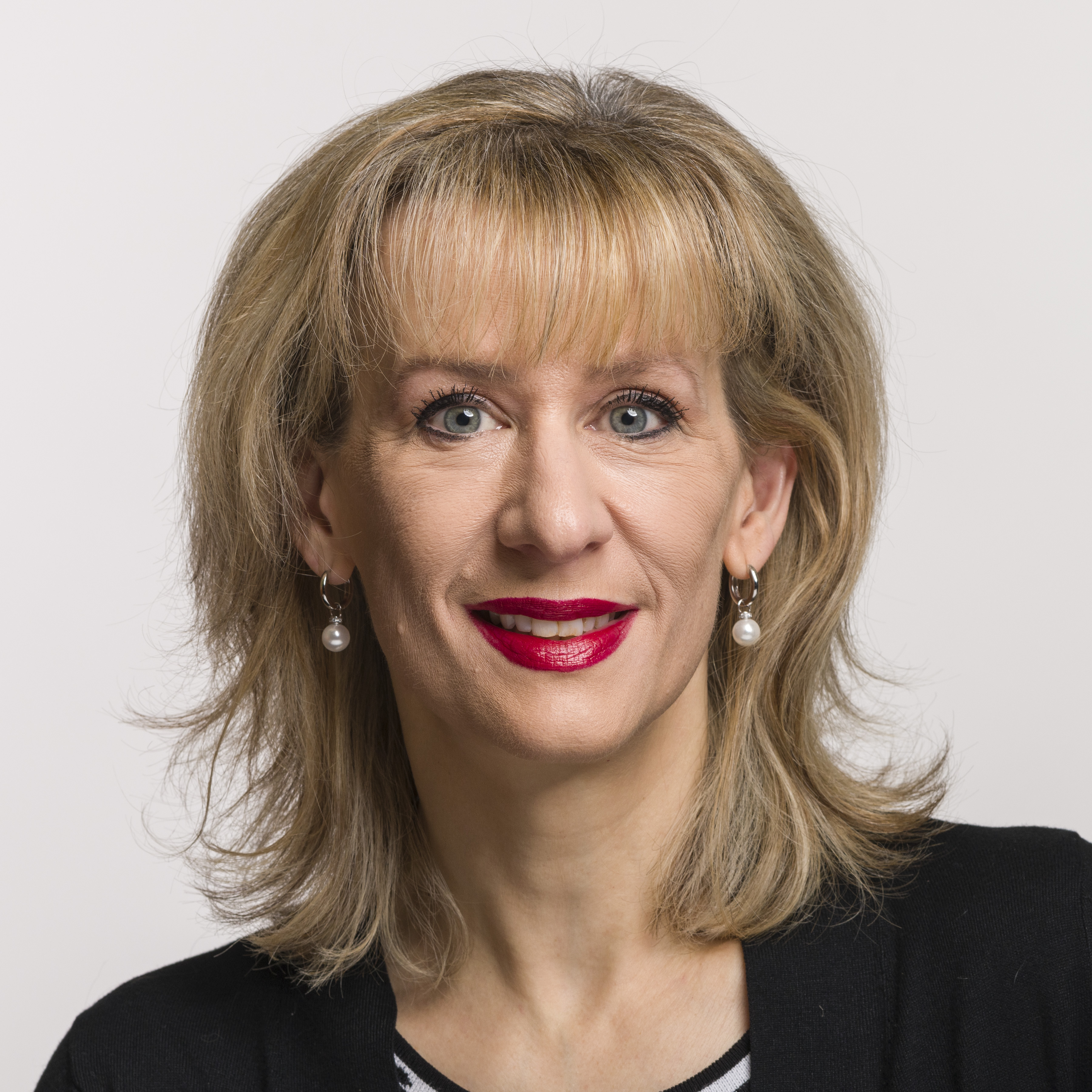
Priska Seiler Graf (* 1968)

- Seiler, Alexander (1819–1891), Hotelpionier in Zermatt und Grossrat
- Seiler, Alexander J. (1928–2018), Schweizer Filmregisseur
- Seiler, Alfred (* 1950), deutscher Fußballspieler
- Seiler, Alois (1909–1997), deutscher Historiker und Pädagoge
- Seiler, Alois (1933–1992), deutscher Archivar und Historiker
- Seiler, Bernd W. (* 1939), deutscher Germanist und Literaturwissenschaftler
- Seiler, Brigitte (1927–1990), deutsche Bibliothekarin
- Seiler, Bruno (* 1956), deutscher Fußballspieler
- Seiler, Burkhard Wilhelm (1779–1843), deutscher Mediziner
- Seiler, Burkhardt (1953–2023), deutscher Labelbetreiber und Verleger
- Seiler, Carl (1846–1921), deutscher Genremaler
- Seiler, Carl (1857–1943), deutscher Architekt
- Seiler, Christian (* 1967), deutscher Rechtswissenschaftler
- Seiler, Christian (* 1983), deutscher Marathon- und Ultramarathonläufer
- Seiler, Christoph von (1822–1904), Jurist und Zweiter Bürgermeister von Nürnberg
- Seiler, Daniel (* 1985), deutscher Autor
- Seiler, Dirk (* 1967), deutscher Schlagzeuger
- Seiler, Eduard (1908–1976), Schweizer Hotelier
- Seiler, Elisabeth (1889–1974), deutsche Missionsschwester, Chinamissionarin und Autorin
- Seiler, Emil (1865–1933), Schweizer Unternehmer und Chronist
- Seiler, Emil (1906–1998), deutscher Bratschist, Komponist und Musikpädagoge
- Seiler, Ernst Eduard (1810–1875), deutscher Altphilologe
- Seiler, Eugen (* 1984), deutscher Politiker (AfD), MdHB
- Seiler, Felix (* 1983), deutscher Theaterregisseur
- Seiler, Ferdinand (* 1962), deutscher Tenor
- Seiler, Florian, deutscher Klassischer Archäologe
- Seiler, Friedrich (1808–1883), Schweizer Politiker, Hotelier und Industrieller
- Seiler, Fritz (1927–2011), deutscher Fußballschiedsrichter
- Seiler, Georg Friedrich (1733–1807), deutscher Theologe und Hochschullehrer
- Seiler, Gerhard (1930–2025), deutscher Politiker (CDU), MdL und Hochschullehrer
- Seiler, Gottfried (1866–1940), deutscher Pfarrer
- Seiler, Guido (* 1971), Schweizer Sprachwissenschafter
- Seiler, Gustav Adolf (1848–1936), Schweizer Lehrer und Philologe
- Seiler, Gustav Adolf (1875–1949), Schweizer Politiker
- Seiler, Hans (1907–1986), Schweizer Maler
- Seiler, Hans (1920–2019), deutscher Maler und Zeichner
- Seiler, Hans Hermann (1929–2019), deutscher Jurist und Hochschullehrer
- Seiler, Hansjakob (1920–2018), Schweizer Sprachwissenschaftler
- Seiler, Harald (1910–1976), deutscher Kunsthistoriker und Museumsdirektor
- Seiler, Heini, Schweizer Täufer
- Seiler, Heinz (1920–2002), deutscher Handballspieler und Handballtrainer
- Seiler, Hellmut (* 1953), deutscher Lyriker, Übersetzer und Satiriker
- Seiler, Herbert, deutscher Landrat
- Seiler, Hermann (1876–1961), Schweizer Politiker und Unternehmer
- Seiler, Hilde (1931–2025), österreichische Gewerkschafterin und Politikerin (SPÖ), Abgeordnete zum Nationalrat
- Seiler, Ines (* 1978), deutsche Politikerin (SPD), MdL Brandenburg
- Seiler, Irene (1910–1984), deutsche Fotografin und NS-Opfer
- Seiler, Jakob (1886–1970), Schweizer Biologe
- Seiler, Jens (* 1966), deutscher Gedächtniskünstler und Gedächtnistrainer
- Seiler, Joachim (* 1938), deutscher Fußballspieler und -trainer
- Seiler, Johann George (1767–1846), deutscher Jurist und Abgeordneter der Reichsstände des Königreichs Westphalen
- Seiler, Johannes (1871–1954), deutscher Bildhauer und Maler
- Seiler, Jörg (* 1966), deutscher katholischer Kirchenhistoriker
- Seiler, Josef (1823–1877), deutscher Dichter, Komponist und Organist
- Seiler, Josef (1899–1978), deutscher Politiker (SPD)
- Seiler, Karl (1896–1978), deutscher Pädagoge und Soziologe
- Seiler, Karl (1910–1991), deutscher Physiker und Industriemanager
- Seiler, Klaus (* 1950), deutscher Fußballspieler
- Seiler, Kurt (1921–2014), Schweizer Musik- und Theaterschaffender
- Seiler, Laura Malina (* 1986), deutsche Schriftstellerin und Speakerin/CoachLaura Malina Seiler (* 1986)

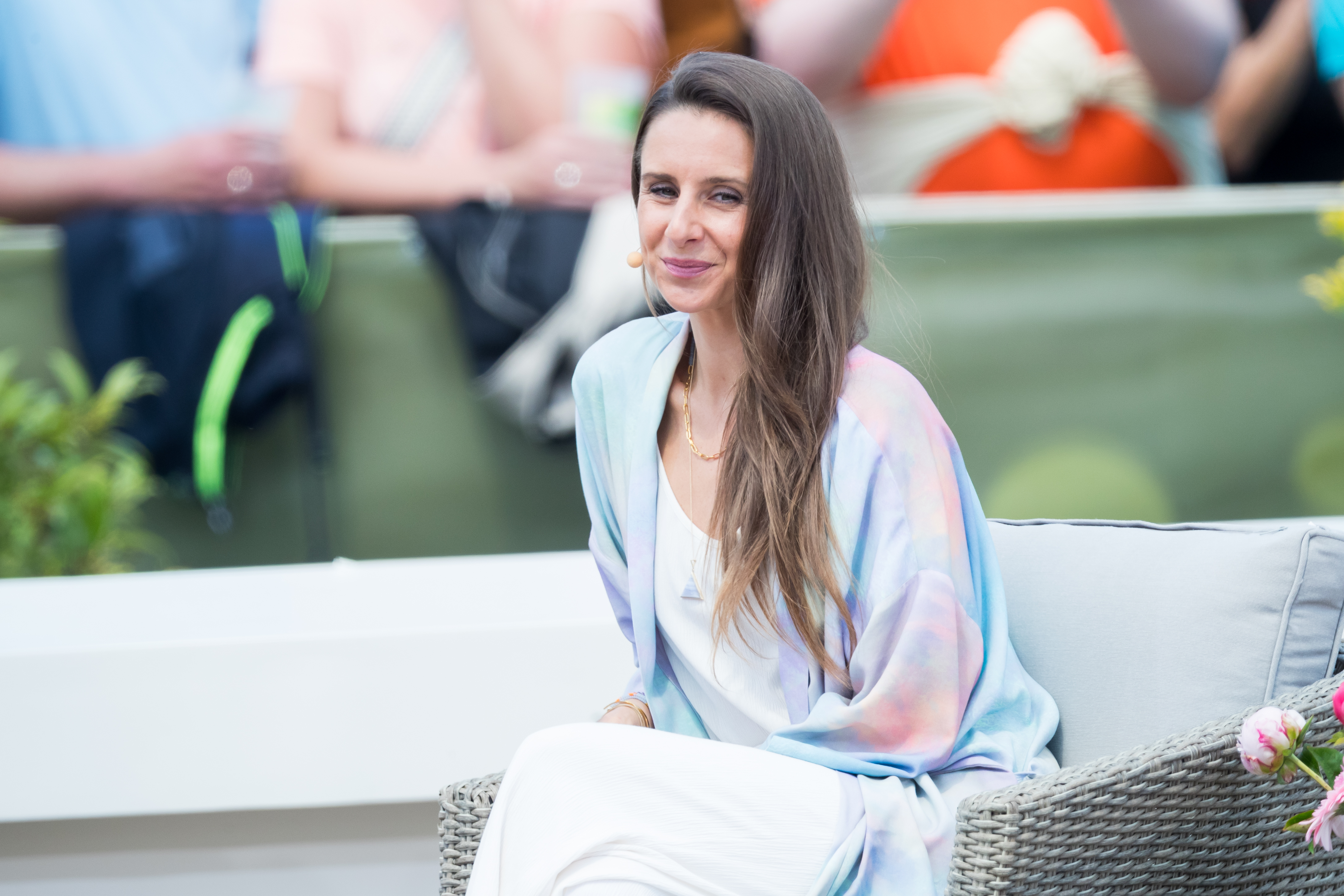
Laura Malina Seiler (* 1986)

- Seiler, Lewis (1890–1964), US-amerikanischer Filmregisseur
- Seiler, Lisa (* 1990), deutsche Fußballspielerin
- Seiler, Lotte (* 2001), österreichische Mittelstreckenläuferin
- Seiler, Lukrezia (1934–2013), Schweizer Publizistin
- Seiler, Lutz (* 1963), deutscher Dichter und Schriftsteller
- Seiler, Manfred (* 1952), deutscher Autor
- Seiler, Martin (* 1964), deutscher ManagerMartin Seiler (* 1964)

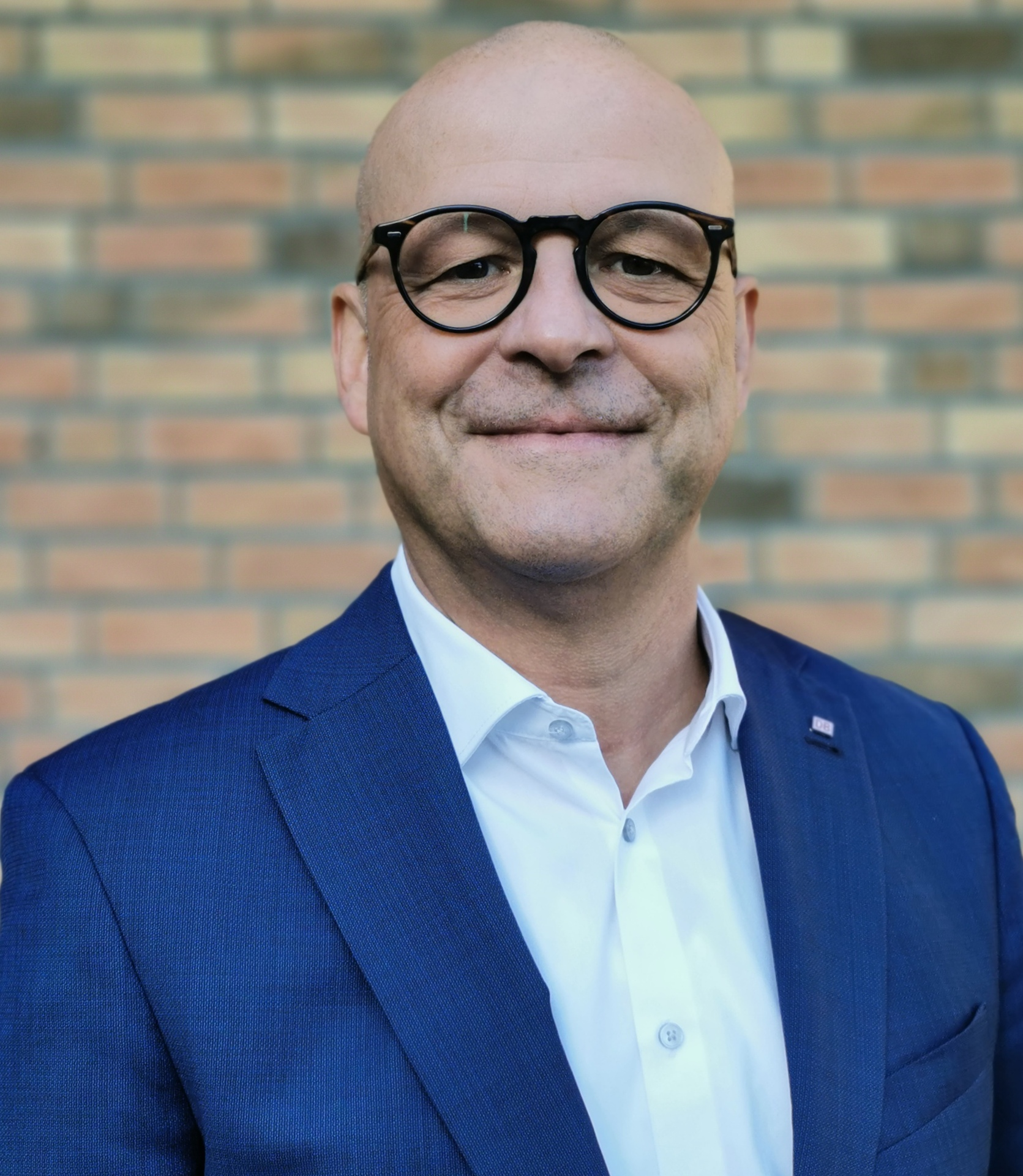
Martin Seiler (* 1964)

- Seiler, Michael (* 1939), deutscher Gartenhistoriker
- Seiler, Michel (* 1949), Schweizer Politiker (Parteilos)
- Seiler, Midori (* 1969), deutsch-japanische Violinistin
- Seiler, Nathaniel (* 1996), deutscher Geher
- Seiler, Nicole (* 1970), Tänzerin und Choreografin
- Seiler, Noël (* 2001), Schweizer Unihockeyspieler
- Seiler, Otto (1818–1896), deutscher Landwirt, Rittergutsbesitzer und als konservativer Politiker Mitglied des Sächsischen Landtags
- Seiler, Paul (1873–1934), deutscher Bildhauer und Medailleur
- Seiler, Peter (* 1953), deutscher Komponist, Musiker und Pianist (Keyboarder)
- Seiler, Peter (* 1955), deutscher Kunsthistoriker
- Seiler, Philipp († 1623), deutscher römisch-katholischer Geistlicher, Abt von Marienstatt
- Seiler, Robert (1891–1971), deutscher Maler und Zeichner
- Seiler, Robert (1908–2000), deutscher Dirigent, Musikwissenschaftler und Musikpädagoge
- Seiler, Roland (* 1946), Schweizer Politiker (SP) und Krimi-Autor
- Seiler, Roland (* 1954), Schweizer Sportpsychologe
- Seiler, Ruedi (* 1939), Schweizer mathematischer Physiker
- Seiler, Sara (* 1983), deutsche Eishockeyspielerin
- Seiler, Sebastian (1815–1870), deutsch-amerikanischer Journalist
- Seiler, Stefanie (* 1983), deutsche Politikerin (SPD), designierte Oberbürgermeisterin von SpeyerStefanie Seiler (* 1983)

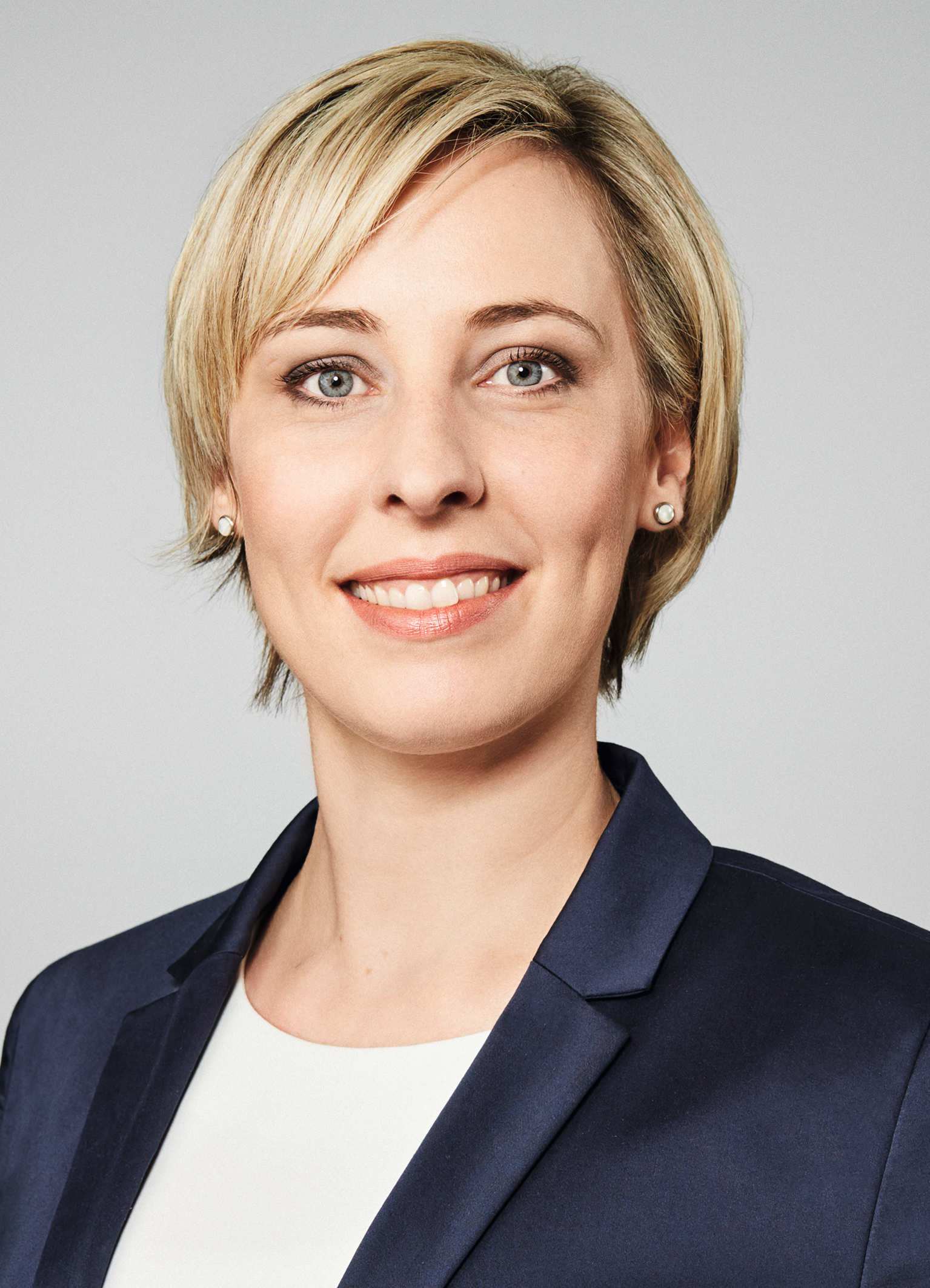
Stefanie Seiler (* 1983)

- Seiler, Stephan (* 1980), deutscher Journalist, Autor, Podcaster und Medienberater
- Seiler, Stephan (* 2000), schweizerisch-brasilianischer Fussballspieler
- Seiler, Theo (* 1949), deutscher Ophthalmologe und Physiker
- Seiler, Thomas Bernhard (* 1925), Psychologe
- Seiler, Till (* 1981), deutscher Politiker (Bündnis 90/Die Grünen), MdB
- Seiler, Tobias (1681–1741), deutscher Theologe und Chronist
- Seiler, Toni (* 1958), Schweizer Automobilrennfahrer
- Seiler, Ulrich (* 1952), deutscher Politiker (SPD), MdL
- Seiler, Uwe (* 1956), deutscher Fußballtorwart und derzeitiger -trainer
- Seiler, Wenzel († 1681), österreichischer Alchemist
- Seiler, Willy (1930–1988), deutscher Schauspieler, Sänger und Moderator
- Seiler, Wolfgang (* 1940), deutscher Biogeochemiker und Klimaforscher
- Seiler-Albring, Ursula (* 1943), deutsche Politikerin (FDP), MdB
- Seiler-Dietrich, Almut (* 1947), deutsche Autorin
- Seiler-Hugova, Ueli (* 1942), Schweizer Pädagoge und Autor
- Seilern und Aspang, Antoine (1901–1978), österreichisch-britischer Kunsthistoriker und Kunstsammler
- Seilern und Aspang, Josef von (1883–1939), österreichischer Ornithologe und Oologe
- Seilern, Christian August von (1717–1801), österreichischer Diplomat
- Seilern, Crescence (1799–1875), österreich-ungarische Gräfin
- Seilern, Jesse (* 1990), österreichischer Basketballspieler
- Seilern, Johann Friedrich von (1646–1715), österreichischer Hofkanzler und Reichsgraf
- Seilern, Johannes (* 1951), österreichischer Schauspieler und Theaterregisseur
- Seilern, Joseph Johann von (1752–1838), österreichischer Diplomat

### Seili
- Seiliger, Dmitri Nikolajewitsch (1864–1936), russischer Mathematiker, Physiker und Hochschullehrer
- Seiliger, Miron Pawlowitsch (1874–1952), russischer Physiker und Hochschullehrer
- Seiling, Henry, US-amerikanischer Tauzieher
- Seiling, Ric (* 1957), kanadischer Eishockeyspieler, -trainer und -funktionär
- Seiling, Rod (* 1944), kanadischer Eishockeyspieler
- Seiling, William (1864–1951), US-amerikanischer Tauzieher
- Seilinger, Josef (1901–1955), österreichischer Politiker (SPÖ), Abgeordneter zum Nationalrat
- Seilitz, Mona (1943–2008), schwedische Schauspielerin, Synchronsprecherin und Moderatorin

### Seilk
- Seilkopf, Heinrich (1895–1968), deutscher Meteorologe und Hochschullehrer

### Seill
- Seiller, Aloys von (1833–1918), österreichischer Diplomat
- Seiller, Johann Georg (1663–1740), Schweizer Kupferstecher
- Seiller, Johann Kaspar von (1802–1888), österreichischer Jurist und Politiker
- Seiller, Viktor (1880–1969), Generalstabsoffizier in Österreich-Ungarn; Militärattaché; Beamter im Bundeskanzleramt (1945–1956)
- Seiller-Nedkoff, Marina (* 1944), österreichische Künstlerin
- Seillière, Ernest (1866–1955), französischer Geschichtsphilosoph, Journalist, Essayist, Literarhistoriker und Mitglied der Académie française

### Seiln
- Seilner, Thomas (* 1957), deutscher Sportler und Politiker (CDU), MdL

### Seilo
- Seilova, Aigerim (* 1987), kasachische Komponistin

### Seils
- Seils, Christoph (* 1964), deutscher Journalist
- Seils, Martin (1927–2024), deutscher evangelischer Theologe und Professor für Systematische Theologie an der Universität Jena

### Seilt
- Seiltgen, Annette (* 1964), deutsche Opernsängerin (Mezzosopran/Dramatischer Sopran)
- Seiltgen, Ernst (1928–2004), deutscher Schauspieler, Theaterregisseur und Theaterintendant